# Хронічний риніт
Хроні́чний рині́т — хронічне неспецифічне запалення слизової оболонки і порожнини носа.
Клінічно розрізняють хронічний простий (катаральний), гіпертрофічний (гіперпластичний) і атрофічний риніт. Ці форми риніту мають зв'язок між собою і можуть переходити з простого в гіпертрофічний, або згодом — в атрофічний риніт.